# Семенова Ольга Юріївна
Ольга Юріївна Семенова (6 жовтня 1964) — українська радянська гандболістка, виступала за клуб «Спартак» (Київ), бронзовий призер XXIV Олімпійських ігор 1988 року.

## Біографія
Виступала за команду Спартак (Київ), чемпіон СРСР. Тренер: Турчин І. Є. Заслужений майстер спорту СРСР (1986).
Чемпіонка світу (1986). Володарка Кубка європейських чемпіонів (1988).
Закінчила Київський державний інститут фізичної культури (1988).
У 1988 році, разом з жіночою командою СРСР по гандболу завоювала бронзову медаль Олімпіади 1988. В фінальній частині змагань зіграла три матчі і забила шість м'ячів.